# I Told Sunset About You
I Told Sunset About You (bra Eu Contei Ao Pôr do Sol Sobre Você) (conhecida em tailandês como แปลรักฉันด้วยใจเธอ ; lit. "Traduza meu amor com seu coração") é um drama romântico tailandês coming-of-age. É estrelado por Putthipong "Billkin" Assaratanakul e Krit "PP" Amnuaydechkorn como os meninos adolescentes Teh e Oh-aew, e explora seu relacionamento conforme eles combinam com identidade, angústia adolescente e amor.
A série está sendo lançada em duas partes, com 5 episódios cada. A Parte 1, dirigida por Naruebet Kuno, acompanha a vida de Teh e Oh-aew em Phuket enquanto eles se preparam para o processo de admissão na universidade, enquanto a Parte 2, a ser dirigida por Tossaphon Riantong, terá início após a sua entrada na universidade e se passará em Banguecoque.
A parte 1, intitulada I Told Sunset About You, foi lançada através da plataforma de streaming Line TV, ao ar às quintas-feiras às 20:00 de 22 de outubro a 19 de novembro de 2020, e está disponível fora da Tailândia através do Vimeo. A parte 2, intitulada I Promised You The Moon (em português, Eu Te Prometi a Lua), está programada para estrear a 27 de maio de 2021.
A parte 1 da série foi bem recebida, com elogios por sua história, performances e cinematografia. A série é acompanhada por uma série de documentários de bastidores, bem como canções e videoclipes originais, como parte do plano de promoção do Projeto BKPP.

## Sinopse
A parte 1 de I Told Sunset About You segue a relação de Teh e Oh-aew, estudantes que moram em Phuket, que foram os melhores amigos de infância, mas tiveram um desentendimento e não se falam há anos. Agora em seu último ano de escola, eles se encontram novamente em uma escola tutorial de língua chinesa enquanto se preparam para a admissão na universidade. Começando como rivais, eles eventualmente se reconciliam e começam a reconstruir seu relacionamento enquanto Teh ajuda o tutor de Oh-aew para seu próximo exame de chinês. Eles se aproximam, formando um novo vínculo que começa a se estender além da amizade, mas também testa seu relacionamento enquanto Teh luta para entender e lidar com seus sentimentos.
Teh e Oh-aew são apoiados por seus amigos e familiares, mas também têm que lidar com seus próprios sentimentos conflitantes por eles. Teh vem de uma família sino-tailandesa e mora com sua mãe e seu irmão mais velho Hoon, e tem uma amiga íntima, Tarn. Oh-aew mora com seus pais, que são donos de um resort em uma ilha, e são amigos íntimos de Bas, que recentemente se juntou ao grupo de amigos Mod, Kai e Phillip dele e de Teh.
A parte 2 da história começa depois que Teh e Oh-aew se tornam namorados, e vai explorar o desenvolvimento de seu relacionamento à medida que se adaptam à vida como estudantes universitários em Bangkok.

### Concepção
I Told Sunset About You foi concebida logo após a série anterior do Nadao Bangkok, My Ambulance, ser concluída em outubro de 2019. Um casal da série, interpretado por Putthipong e Krit, atraiu uma grande base de fãs, especialmente entre shippers, e o diretor de My Ambulance, Naruebet Kuno, em resposta ao feedback do público, considerou brevemente apresentá-los em uma sequência, mas abandonou a ideia. Não poderia ser encaixado na história anterior. Em vez disso, ele optou por criar uma nova história baseada em um tópico que queria explorar, o de um relacionamento entre dois adolescentes.  Ele apresentou a ideia aos produtores e executivos do Nadao, Songyos Sugmakanan e Kriangkrai Vachiratamporn, que concordaram que uma simples história de maioridade faria uma revigorante mudança de ritmo em relação ao fantástico My Ambulance. O projeto foi apresentado à Line TV, que estava ansiosa para produzir outra colaboração com Nadao Bangkok e prontamente concordou em financiar o projeto como a quarta série original da Line TV de Nadao.
A série foi desenvolvida como parte do que Nadao chamou de "Projeto BKPP", um plano de promoção integrado centrado nos dois atores e codinome após seus apelidos, Billkin e PP. Além da série em si, Nadao planejava lançar singles musicais e séries de documentários de bastidores, além de realizar um evento de fanmeeting.  A série foi concebida como uma história de dez episódios seguindo o desenvolvimento do relacionamento dos personagens desde seus dias de escola e conforme eles se ajustavam à vida universitária, e Kriangkrai sugeriu a abordagem de dividir a série em duas partes independentes de cinco episódios.

## Recepção

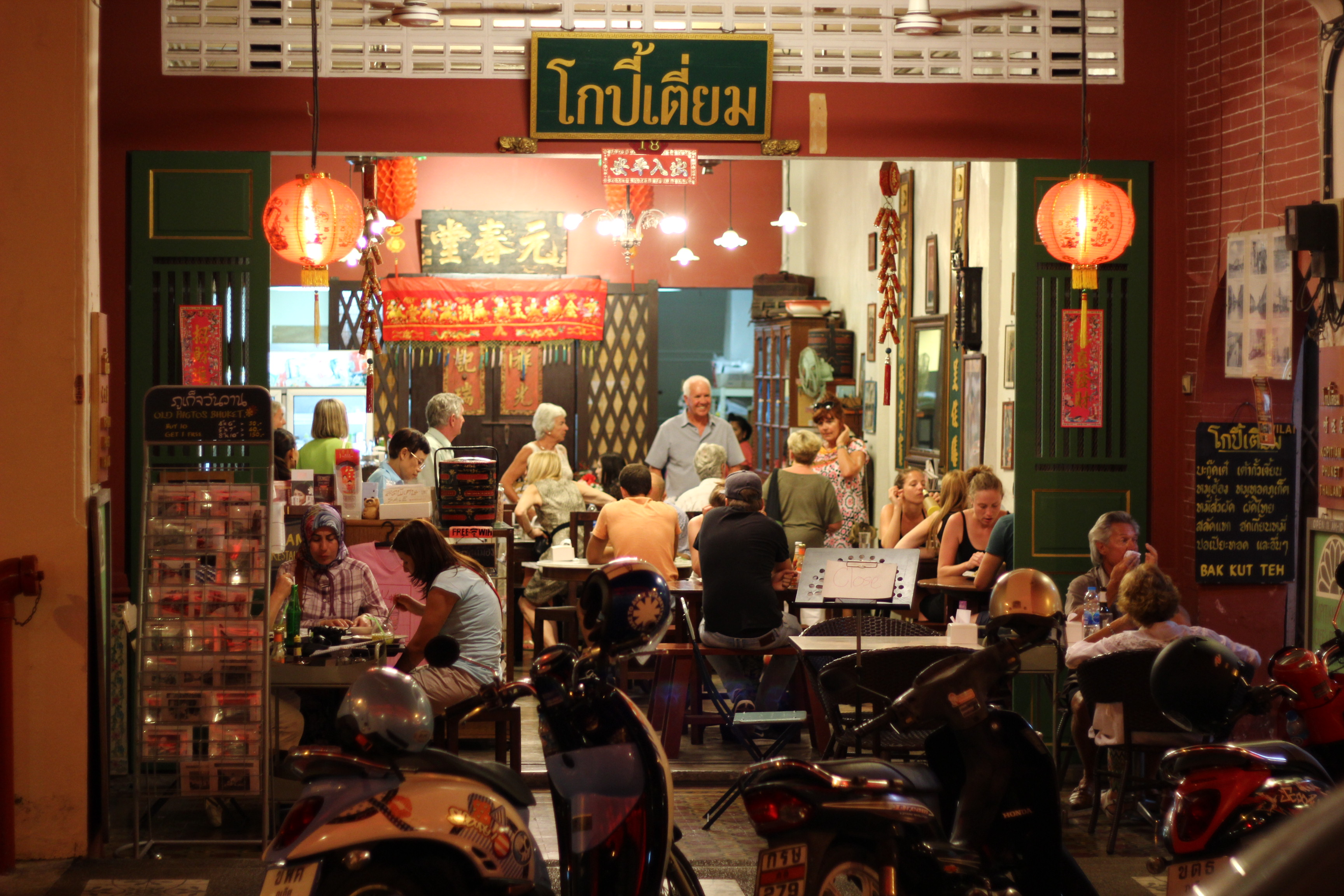
Kopitiam By Wilai (fotografado em 2014), bem como outros locais de filmagem, viu um grande aumento no número de visitantes após o lançamento da série.

A parte 1 da série recebeu respostas entusiasmadas dos telespectadores, com hashtags associadas se tornando o item mais popular no Twitter na Tailândia durante o lançamento de cada semana, bem como globalmente em episódios posteriores.  Foi a série mais vista na plataforma Line TV em novembro de 2020. Também foi popular internacionalmente, com seguidores significativos no Vietnã, Japão, Mianmar, Indonésia, Malásia e, especialmente, na China, onde subiu para a lista de melhor classificação no site de análises Douban, com uma classificação agregada de 9,4 em 10.
O feedback para a série foi altamente positivo, com elogios dados à atuação e química entre os dois protagonistas, bem como a cinematografia, que efetivamente transmitiu os encantos do cenário de Phuket.  Alguns espectadores compararam seu humor e tom aos do filme Call Me by Your Name de 2017. Os revisores também tomaram nota da escrita comovente e elogiaram a história por sua abordagem às questões de sexualidade.
A popularidade da série ajudou a impulsionar o ressurgimento da atividade turística em Phuket, cuja economia orientada para o turismo foi atingida pela pandemia em 2020.  A província viu cerca de 59.000 turistas chegarem no feriado de fim de semana prolongado de 10 a 13 de dezembro, uma parte significativa do qual consistia no turismo cinematográfico dos fãs da série, de acordo com a Autoridade de Turismo do Escritório de Phuket na Tailândia.  A Associação de Turistas de Phuket observou que a série contribuiu para um aumento substancial de visitantes, especialmente para a área da Cidade Velha e Phrom Thep Cape, que serviu como principais locais de filmagem. 
 